# Leichtathletik-Weltmeisterschaften 2011/Teilnehmer (Jamaika)
| Gelbes Symbol für Goldmedaillen mit stilisierten Olympischen Ringen | Graues Symbol für Silbermedaillen mit stilisierten Olympischen Ringen | Braundes Symbol für Bronzemedaillen mit stilisierten Olympischen Ringen |
| ------------------------------------------------------------------- | --------------------------------------------------------------------- | ----------------------------------------------------------------------- |
| 4                                                                   | 4                                                                     | 1                                                                       |

Der jamaikanische Leichtathletik-Verband stellte bei den Leichtathletik-Weltmeisterschaften 2011 im südkoreanischen Daegu 45 Teilnehmer.

## Ergebnisse

### Männer

#### Laufdisziplinen
| Athlet                                                                         | Disziplin    | Vorlauf        | Vorlauf | Halbfinale    | Halbfinale    | Finale          | Finale          |
| Athlet                                                                         | Disziplin    | Zeit           | Platz   | Zeit          | Platz         | Zeit            | Platz           |
| ------------------------------------------------------------------------------ | ------------ | -------------- | ------- | ------------- | ------------- | --------------- | --------------- |
| Yohan Blake                                                                    | 100 m        | 10,12 s        | 2       | 9,95 s SB     | 1             | 9,92 s SB       | Gold            |
| Usain Bolt                                                                     | 100 m        | 10,10 s        | 1       | 10,05 s       | 2             | DSQ (Frühstart) | DSQ (Frühstart) |
| Nesta Carter                                                                   | 100 m        | 10,26 s        | 7       | 10,16 s       | 9             | 10,95 s         | 7               |
| Michael Frater                                                                 | 100 m        | 10,26 s        | 7       | 10,23 s       | 13            | ausgeschieden   | ausgeschieden   |
| Marvin Anderson                                                                | 200 m        | 21,09 s        | 38      | ausgeschieden | ausgeschieden | ausgeschieden   | ausgeschieden   |
| Nickel Ashmeade                                                                | 200 m        | 20,47 s        | 5       | 20,32 s       | 3             | 20,29 s         | 5               |
| Usain Bolt                                                                     | 200 m        | 20,30 s        | 1       | 20,31 s       | 2             | 19,40 s WL      | Gold            |
| Mario Forsythe                                                                 | 200 m        | 20,68 s        | 15      | 20,63 s       | 10            | ausgeschieden   | ausgeschieden   |
| Jermaine Gonzales                                                              | 400 m        | 45,12 s        | 5       | 44,99 s       | 2             | 44,99 s         | 4               |
| Riker Hylton                                                                   | 400 m        | 45,54 s        | 21      | 46,99 s       | 24            | ausgeschieden   | ausgeschieden   |
| Richard Phillips                                                               | 110 m Hürden | 13,53 s        | 12      | 13,76 s       | 15            | ausgeschieden   | ausgeschieden   |
| Andrew Riley                                                                   | 110 m Hürden | 13,47 s        | 8       | 13,75 s       | 14            | ausgeschieden   | ausgeschieden   |
| Dwight Thomas                                                                  | 110 m Hürden | 13,31 s        | 4       | 13,56 s       | 8             | DNF             | DNF             |
| Leford Green                                                                   | 400 m Hürden | 49,45 s        | 14      | 49,29 s       | 11            | ausgeschieden   | ausgeschieden   |
| Isa Phillips                                                                   | 400 m Hürden | 48,64 s SB     | 4       | 49,16 s       | 10            | ausgeschieden   | ausgeschieden   |
| Josef Robertson                                                                | 400 m Hürden | 50,29 s        | 26      | 50,39 s       | 22            | ausgeschieden   | ausgeschieden   |
| Nesta Carter Michael Frater Yohan Blake Usain Bolt Dexter Lee                  | 4 × 100 m    | 38,07 s SB     | 3       |               |               | 37,04 s WR      | Gold            |
| Allodin Fothergill Jermaine Gonzales Riker Hylton Leford Green Lansford Spence | 4 × 400 m    | 2:59,13 min SB | 2       |               |               | 3:00,10 min     | Bronze          |

#### Sprung/Wurf
| Athlet         | Disziplin  | Qualifikation | Qualifikation | Finale        | Finale        |
| Athlet         | Disziplin  | Weite/Höhe    | Platz         | Weite/Höhe    | Platz         |
| -------------- | ---------- | ------------- | ------------- | ------------- | ------------- |
| Damar Forbes   | Weitsprung | 7,91 m        | 20            | ausgeschieden | ausgeschieden |
| Wilbert Walker | Dreisprung | 15,97 m       | 24            | ausgeschieden | ausgeschieden |
| Jason Morgan   | Diskuswurf | 61,75 m       | 18            | ausgeschieden | ausgeschieden |

#### Zehnkampf
| Athlet        | Disziplin | 100 m   | Weit- sprung | Kugel- stoßen | Hoch- sprung | 400 m   | 110 m Hürden | Diskus- wurf | Stabhoch- sprung | Speer- wurf | 1500 m | Punkte | Platz |
| ------------- | --------- | ------- | ------------ | ------------- | ------------ | ------- | ------------ | ------------ | ---------------- | ----------- | ------ | ------ | ----- |
| Maurice Smith | Ergebnis  | 10,98 s | 7,06 m       | 15,15 m       | 1,93 m       | 50,27 s | 14,68 s      | 45,63 m      | DNS              | -           | -      | -      | DNF   |
| Maurice Smith | Punkte    | 865     | 828          | 799           | 740          | 802     | 889          | 780          | 0                | -           | -      | -      | DNF   |

### Frauen

#### Laufdisziplinen
| Veronica Campbell-Brown                                                                   | 100 m            | 11,18 s        | 8   | 11,06 s     | 4  | 10,97 s        | Silber        |               |               |
| Shelly-Ann Fraser-Pryce                                                                   | 100 m            | 11,12 s        | 4   | 11,03 s     | 2  | 10,99 s        | 4             |               |               |
| Jura Levy                                                                                 | 100 m            | 11,33 s        | 20  | 11,53 s     | 17 | ausgeschieden  | ausgeschieden | ausgeschieden | ausgeschieden |
| Kerron Stewart                                                                            | 100 m            | 11,12 s        | 4   | 11,26 s     | 7  | 11,15 s        | 6             |               |               |
| Veronica Campbell-Brown                                                                   | 200 m            | 22,70 s        | 1   | 22,53 s     | 3  | 22,22 s SB     | Gold          |               |               |
| Sherone Simpson                                                                           | 200 m            | 22,94 s        | 15  | 22,94 s     | 8  | 23,17 s        | 8             |               |               |
| Kerron Stewart                                                                            | 200 m            | 22,83 s        | 9   | 22,83 s     | 5  | 22,70 s        | 5             |               |               |
| Shericka Williams                                                                         | 400 m            | 51,66 s        | 9   | 50,46 s SB  | 5  | 50,79 s        | 6             |               |               |
| Novlene Williams-Mills                                                                    | 400 m            | 51,30 s        | 2   | 50,48 s     | 6  | 52,89 s        | 8             |               |               |
| Rosemarie Whyte                                                                           | 400 m            | 51,38 s        | 5   | 50,90 s     | 10 | ausgeschieden  | ausgeschieden |               |               |
| Kenia Sinclair                                                                            | 800 m            | 2:01,66 min    | 15  | 1:58,93 min | 7  | 1:58,66 min    | 6             |               |               |
| Vonette Dixon                                                                             | 100 m Hürden     | 12,82 s        | 4   | 13,00 s     | 17 | ausgeschieden  | ausgeschieden |               |               |
| Brigitte Foster-Hylton                                                                    | 100 m Hürden     | 12,96 s SB     | 11  | 12,87 s SB  | 10 | ausgeschieden  | ausgeschieden |               |               |
| Indira Spence                                                                             | 100 m Hürden     | 13,07 s SB     | 17  | 12,93 s PB  | 13 | ausgeschieden  | ausgeschieden |               |               |
| Kaliese Spencer                                                                           | 400 m Hürden     | 54,93 s        | 3   | 55,02 s     | 6  | 54,01 s        | 4             |               |               |
| Ristananna Tracey                                                                         | 400 m Hürden     | 55,96 s        | 14  | 55,55 s     | 13 | ausgeschieden  | ausgeschieden |               |               |
| Melaine Walker                                                                            | 400 m Hürden     | 54,86 s        | 1   | 54,97 s     | 5  | 52,73 s SB     | Silber        |               |               |
| Nickiesha Wilson                                                                          | 400 m Hürden     | 56,08 s        | 16  | 56,58 s     | 19 | ausgeschieden  | ausgeschieden |               |               |
| Korene Hinds                                                                              | 3000 m Hindernis | 9:52,11 min    | 17  |             |    | ausgeschieden  | ausgeschieden |               |               |
| Mardrea Hyman                                                                             | 3000 m Hindernis | DNF            | DNF |             |    | ausgeschieden  | ausgeschieden |               |               |
| Shelly-Ann Fraser-Pryce Kerron Stewart Sherone Simpson Veronica Campbell-Brown Jura Levy  | 4 × 100 m        | 42,23 s SB     | 2   |             |    | 41,70 s NR     | Silber        |               |               |
| Rosemarie Whyte Davita Prendergast Novlene Williams-Mills Shericka Williams Patricia Hall | 4 × 400 m        | 3:22,01 min SB | 2   |             |    | 3:18,71 min NR | Silber        |               |               |

#### Sprung/Wurf
| Athletin          | Disziplin  | Qualifikation | Qualifikation | Finale        | Finale        |
| Athletin          | Disziplin  | Weite/Höhe    | Platz         | Weite/Höhe    | Platz         |
| ----------------- | ---------- | ------------- | ------------- | ------------- | ------------- |
| Jovanee Jarrett   | Weitsprung | 6,19 m        | 28            | ausgeschieden | ausgeschieden |
| Kimberly Williams | Dreisprung | 14,06 m       | 14            | ausgeschieden | ausgeschieden |